# خنجان
خِنجان هي مدينة تقع في الجزء الجنوبيغ من ولاية بغلان في جبال هندوكوش، مركزها مدينة خنجان، يمر عبرها الطريق السريع الرئيسي بين كابول وقندوز من الجنوب إلى الغرب. يبلغ عدد سكانها 29600 نسمة حسب تعداد عام 2012 يشكل الطاجيك حوالي 85٪ من مجموع السكان.

## روابط خارجية
- ملف المنطقة من قبل مفوضية الأمم المتحدة لشؤون اللاجئين (9 أبريل 2002)